# Susana Zanetti
Susana Zanetti (Gran Buenos Aires, 1933-Buenos Aires, 20 de agosto de 2013) fue una profesora, editora, ensayista y crítica literaria argentina, especializada en literatura latinoamericana. Estuvo vinculada profesionalmente con las universidades de La Plata y Buenos Aires, e hizo parte de la Editorial Universitaria de Buenos Aires y del Centro Editor de América Latina.

## Biografía

### Carrera
Zanetti nació en 1933. Tras realizar sus estudios, se vinculó profesionalmente como editora con la Editorial Universitaria de Buenos Aires (EUDEBA) en 1959. A mediados de la década de 1960 renunció a la editorial cuando el gobierno de Juan Carlos Onganía decidió intervenir las universidades públicas, entre ellas la de Buenos Aires. Meses después fundó junto con otros colaboradores el Centro Editor de América Latina, una editorial que funcionó hasta 1996.
En dicha organización, Zanetti colaboró en la publicación de Serie del Siglo y Medio, una colección conmemorativa del Sesquicentenario de la Revolución de Mayo dedicada a la obra literaria de autores argentinos de los siglos XIX y XX. Otras de sus labores en el CEAL consistieron en editar y publicar series literarias como Encuentro (sobre autores contemporáneos argentinos como Antonio di Benedetto, Norah Lange, Oliverio Girondo y Nicolás Olivari), Capítulo: Historia de la Literatura Argentina y Biblioteca Argentina Fundamental (colección conformada por 148 fascículos con obras de autores nacionales que circuló entre 1979 y 1982) y Las nuevas propuestas (una especie de continuación de la anterior obra). En esa última colección aparecieron obras de autores como Juan José Saer, Rodolfo Fogwill y Beatriz Sarlo.

### Últimos años y fallecimiento
Con la llegada de la democracia, en 1984 pudo retomar su labor como docente universitaria. También publicó varias obras, entre las que destaca La dorada garra de la lectura, publicada en 2002. Falleció en agosto de 2013 a los ochenta años.

## Obras notables
- 1991 - Páginas con Latinoamérica: Antología
- 2002 - La dorada garra de la lectura
- 2004 - Leer en América Latina
- 2004 - Rubén Darío en la nación de Buenos Aires